# Biblioteka Narodowa Republiki Zielonego Przylądka
Biblioteka Narodowa Republiki Zielonego Przylądka – biblioteka narodowa w Praia w Republice Zielonego Przylądka. Biblioteka powstała w 1999 roku. Od 2001 roku jej pełna nazwa brzmi Instituto da Biblioteca Nacional e do Livro.

## Historia
Biblioteka powstała w 1999 roku. Do jej zadań należy gromadzenie ochrona i upowszechnianie dziedzictwa kulturowego kraju. W 2001 roku po przeprowadzonej restrukturyzacji do biblioteki dołączono Instytut Książki, zmieniając nazwę na Biblioteka Narodowa i Instytut Książki (Instituto da Biblioteca Nacional e do Livro). Tym samym do zadań biblioteki dołączyły działania związane z propagowaniem czytelnictwa i promocją książek. Dodatkowo biblioteka pełni rolę biblioteki publicznej dla mieszkańców stolicy.

## Zbiory
W lutym 2018 roku biblioteka otrzymała liczącą 1000 książek kolekcję pisarza Luísa Romano de Madeira Melo, urodzonego w Ponta do Sol, a zmarłego w 2010 roku w Brazylii.

## Biblioteka WAI
Na podstawie porozumienia pomiędzy Biblioteką Narodową a WAI (West Africa Institute) w 2013 roku w dwóch pomieszczeniach została otwarta biblioteka WAI. Gromadzi ona literaturę i promuje wiedzę z zakresu integracji regionalnej. W momencie inauguracji w październiku 2013 roku posiadała 338 książek przekazanych przez Zentrum für Europäische Integrationsforschung (ZEI). Książki są udostępniane na miejscu, ale jest możliwe ich wypożyczanie za specjalnym zezwoleniem (udzielanym głównie studentom). Program sfinansowało niemieckie ministerstwo edukacji. 